# Fair Løsning
Fair Løsning var en finanspolitisk plan fra maj 2010, som blev udarbejdet af Socialdemokraterne og Socialistisk Folkeparti.
Planen var en efterfølger til Fair Forandring og indeholdt de samme skattemæssige indgreb såsom bl.a. øget fartkontrol, øget skat på flybilletter, øget skat på cigaretter, sodavand, sukker, fedt, chokolade og slik. Planernes navne var inspireret af Harry S. Trumans plan kaldet "Fair Deal" uden dog at indeholde nogen indholdsmæssige ligheder.
Planen var en efterfølger til Fair Forandring og blev året efter afløst af Fair Løsning 2020, der blev offentliggjort i maj 2011.

## Statens udgifter
Planen gik ud på at øge statens udgifter i en periode og skulle skaffe flere arbejdspladser ved at føre en ekspansiv finanspolitik gennem fremrykkede offentlige investeringer for 15. mia. kr. Endvidere indeholdt planen et forslag om at støtte bestemte branchesektorer, herunder støtte til såkaldte "grønne teknologier" og "velfærdsteknologi". Der skulle ydes støtte til virksomheder i yderområderne og til investering i udbredelsen af bredbånd.

## Statens indtægter
Det resulterende hul i statskassen skulle lukkes gennem en større arbejdsindsat og en øget beskatning af "bedre stillede". Eksisterende erhvervsstøtteordninger skulle skæres ned. Det mest omtalte element i planen var, at 15 mia. kr. af de øgede offentlige udgifter skulle finansieres via en trepartsaftale mellem regeringen, arbejdsgivere og lønmodtagere om, at danskerne skal arbejde en time længere om ugen eller 12 minutter mere om dagen. Omvendt skulle planen sikre, at efterlønnen og folkepensionsalderen forblev uændrede. Endvidere skulle folkeskolen reformeres og studerende skulle blive færdige på normeret tid, hvilket ligeledes skulle bidrage til finansieringen med 5 mia. kr. Derudover skulle en generel produktivitetsstigning medvirke til at betale 10 mia. kr. af de øgede offentlige udgifter.